# Клэйвин, Патрисия
Патрисия Клэйвин (Patricia M. Clavin; род. 6 января 1964) — британский историк, специалист по транснациональным и международным отношениям в Европе периода с 1850 года, в особенности 20 века. Доктор философии, профессор Оксфорда и фелло его Вустер-колледжа; член Британской академии (2016) и иностранный член Норвежской академии наук и литературы.
Училась в одиннадцати разных школах.
Окончила с отличием Королевский колледж Лондона (бакалавр современной истории) и там же получила степень доктора философии. С 2003 года в колледже Иисуса. Ныне занимает кафедру современной истории Оксфорда.
Состоит в редколлегии Past and Present.
Редактор (в 2000—2006) журнала 'Contemporary European History' (Cambridge University Press).
Опубликовала книги The History of the Great Depression in Europe, 1929—1939 (Лондон и Нью-Йорк, 2000; 2-е изд. 2014), The Failure of Economic Diplomacy: Britain, Germany, France and the USA, 1931—1936 (London, 1996), History of Modern Europe Since 1850 (Лондон и Нью-Йорк, 1996; 2-е изд. 2003), Securing the World Economy: The Reinvention of the League of Nations (Oxford, 2013) {Рец.: , }. Последняя удостоилась British Academy Medal (2015). Также соредактор ‘Internationalisms. A Twentieth-Century History’ (Cambridge, 2017) {Рец. Jarle Simensen}. Соавтор Asa Briggs. Переводилась на испанский, русский, немецкий, итальянский, польский и французский языки.